# Александер фон Гумпенберг
Александер фон Гумпенберг (на немски: Alexander Freiherr von Gumppenberg; † 1521) е фрайхер от стария баварски род фон Гумпенберг в Херцогство Бавария и „наследствен маршал“ на Горна Бавария. Резиденцията на фамилията е дворец Гумпенберг в Пьотмес в Бавария.
Той е син на съветника и дворцовия маршал на баварския херцог Георг IV фон Гумпенберг († 1515) и съпругата му Анна фон Паулстор. Внук е на Георг II фон Гумпенберг и Хилария Маршалин фон Бибербах. Правнук е на Георг I фон Гумпенберг († 1427) и Анна фон Прайзинг. Прапраправнук е на Стефан II фон Гумпенберг († 1400) и фон Папенхаймм. Потомък е на Стефан I фон Гумпенберг († 1346), син на Хайнрих I фон Гумпенберг († 1351) и Ирменгарда фон Райхенберг. Брат е на Ханс VI фон Гумпенберг († 1565).
През 1411 г. фамилията фон Гумпенберг получава титлата „наследствен маршал“ на Горна Бавария, която имат до 1808 г. На 16 януари 1571 г. император Максимилиан II издига фамилията на имперски фрайхер. Потомците стават по-късно държавни чиновници и военни, учени, писатели и духовници.

## Фамилия
Александер фон Гумпенберг се жени за Амалия Фукс фон Валбург, дъщеря на Фридрих Фукс фон Валбург и Регина Трушсес фон Хенеберг. Те имат пет деца:
- Георг V де Гумпенберг (1517 – 1580), фрайхер, женен за Мария фон Зайболтсдорф († 1578); имат десет деца
- Ернст фон Гумпенберг († 1547), женен за Якоба фон Пфефенхаузен
- Йоахим фон Гумпенберг
- Кристоф III фон Гумпенберг
- Анна фон Гумпенберг, омъжена за Каспар Перндорфер